# Мирный (Новоузенский район)
Ми́рный — посёлок в Новоузенском районе Саратовской области России. Входит в состав Алгайского муниципального образования.

## История
В 1962 году указом Президиума Верховного Совета РСФСР посёлок Сталинский переименован в Мирный.

## Население
| 2002 | 2010 |
| ---- | ---- |
| 287  | ↘224 |

## Улицы
| - ул. Вишнёвая, - ул. Дорожная, - ул. Дружбы, - ул. Мира, | - ул. Прудовая, - ул. Степная, - ул. Трудовая, - ул. Центральная. |